# Менгер, Карл
Карл Ме́нгер (нем. Carl Menger; 23 февраля 1840, Нёй-Сандец, Галиция, Австрийская империя, ныне Новы-Сонч, Польша — 26 февраля 1921, Вена, Австрия) — австрийский экономист, основатель австрийской школы.

## Биография
Родился в небольшом городе Галиции, которая тогда входила в состав Австрийской империи. Как материнские, так и отцовские предки Карла Менгера были немецкого и чешского происхождения. Eго дед Антон Менгер и бабка Анна Мюллер родились в Галиции. Отец Карла Менгера, чье имя также как и деда было Антон, имел низший чин австрийского дворянства. В 1833 году дипломированный юрист Антон Менгер женился на Каролине Герзабек — дочери богатого купца из Богемии. Антон Менгер всю жизнь работал в частной юридической фирме.
У Карла было два брата, которые также стали известными. Старший Макс стал политиком, а младший Антон — юристом. Детские годы Менгер провёл в сельской местности Западной Галиции, в которой продолжали существовать феодальные отношения.
Во времена Третьего рейха считалось, что все представители австрийской школы, включая её основателя Менгера, являются евреями (в действительности среди основателей австрийской школы евреев не было вовсе). Фридрих фон Хайек выразил свой протест. 13 октября 1936 года Frankfurter Zeitung опубликовала заметку:

Профессор Ф. А. фон Хайек, профессор экономики Лондонского университета, сообщает нам по поводу отчёта, опубликованного в номере 511/12 6 октября относительно конференции Hochschule национал-социалистической «Rechtswahrerbund», что в прочитанной там лекции было сделано ложное сообщение о еврейском происхождении, помимо всех других ведущих членов «австрийской школы» экономической теории, даже её лидера Карла Менгера. Из полученного нами письма следует, что профессор Хайек, занимаясь по заказу Лондонской школы экономической теории подготовкой к публикации собрания сочинений Карла Менгера, собирал материалы для биографической справки и установил на основе документов, принадлежащих сыну Менгера, что Карл Менгер как по отцовской, так и по материнской линии происходил из семей, живших в немецкой Богемии, что может быть прослежено по церковным записям вплоть до XVII и XVIII веков.
Карл Менгер изучал юриспруденцию в венском и пражском университетах, а затем в 1867 году занялся экономической теорией. Защитил докторскую диссертацию в Ягеллонском университете в Кракове. В 1871 году опубликовал «Основания политической экономии» (нем. Grundsätze der Volkswirtschaftslehre) — книгу, которая принесла ему известность и стала основой для формирования австрийской экономической школы. В 1873 году становится профессором Венского университета, где он преподавал в течение 30 лет, до 1903 года. Ф. А. фон Хайек утверждает, что «копии его лекций по государственным финансам студенты пытались раздобыть для подготовки к экзаменам ещё двадцать лет спустя после его отставки».
В 1876—1878 годах являлся наставником наследника австрийского престола кронпринца Рудольфа, впоследствии покончившего жизнь самоубийством (сопровождал его в путешествиях по Европе, включивших посещение Англии, Шотландии, Ирландии, Франции и Германии). В 1879 году стал заведующим кафедрой политэкономии в Вене. В последующие годы, кроме научной деятельности участвовал в реформировании государственной денежной системы. Был назначен членом Верхней палаты парламента Австро-Венгерской империи.
Передав кафедру своему ученику Фридриху фон Визеру, Менгер сосредоточился на научной работе. Умерев в 1921 году он так и не завершил запланированного второго издания «Оснований политической экономии». Составленная из рукописей книга была опубликована его сыном в 1923 году.
Сын Карла Менгера, также Карл, получил известность как математик, именем которого названа теорема Менгера.

## Научный вклад Карла Менгера
Карл Менгер внёс вклад в экономическую теорию, методологию экономических исследований и политическую философию. Его заслуженно считают основателем Австрийской школы экономической теории.
Основной работой Менгера по экономической теории является «Основания политической экономии» (нем. «Grundsätze der Volkswirtschaftslehre», 1871). Менгер наряду с Уильямом Стенли Джевонсом и Леоном Вальрасом считается творцом маржиналистской революции в экономике.

### Основные элементы экономического учения Карла Менгера

#### Концепция субъективной ценности
К. Менгер отвергал трудовую теорию стоимости и считал, что ценность имеет субъективный характер и не существует вне сознания человека, а труд, затраченный на производство блага, не является ни источником, ни мерилом его ценности.
Особое внимание Менгер уделял парадоксу ценности Адама Смита (известен также как «парадокс воды и алмазов»), суть которого заключается в вопросе: «Почему, несмотря на то, что вода для человека намного полезнее, чем алмазы, цена алмазов намного выше цены воды?». Классическая политическая экономия (А. Смит, Д. Рикардо, К. Маркс) объясняет это противоречие тем, что стоимость товара если и не совсем идентична затраченному на его производство труду, то напрямую от него зависит. Карл Менгер утверждал, что не имеет никакого значения, был ли найден алмаз случайно, или для его добычи понадобился труд тысячи рабочих на рудниках. Более того, в практической жизни никто не задаётся историей происхождения того или иного блага. Из этого Менгер делает вывод, что ценность зависит от субъективной оценки людей, которые наиболее высоко ценят относительно редкие товары и услуги. Так, картина Леонардо да Винчи и картина современного посредственного художника, на написание которых был затрачен одинаковый труд, будут иметь различную ценность. Это противоречит трудовой теории стоимости, что дало основание представителям австрийской школы отрицать её. Однако марксистская трудовая теория стоимости изначально рассматривает не любые ситуации, а условия массового товарного производства с применением (или возможностью применения) машин и автоматов; при этом ценообразование произведений искусства, антиквариата, опытных образцов классическая политэкономия обычно не рассматривает или делает это лишь косвенно.
Менгер считал, что ценность не является объективным свойством вещи. Ценность — это суждение индивида о благе. Поэтому одно и то же благо может обладать разной ценностью для разных индивидов. Необходимыми условиями для обладания блага ценностью являются следующие:
- его полезность для данного индивида;
- редкость.

Субъективная ценность блага определяется полезностью последней единицы потребляемого блага. В теории К. Менгера ценность дана через идею убывающей предельной полезности блага.
Изолированно-хозяйствующий земледелец после жатвы располагает двумястами мер зерна. Одна часть этого количества обеспечивает ему сохранение его жизни и жизни его семьи до следующей жатвы, другая — сохранение здоровья, третья служит материалом для посева на следующий год, четвёртая может быть употреблена на производство пива, спирта и других предметов роскоши, пятая — на вскармливание скота; оставшиеся же меры, которые он уже более не в состоянии употребить ни на какие важные удовлетворения потребностей, предназначаются им на вскармливание животных, составляющих предмет роскоши, чтобы всё же как-нибудь извлечь и из этого зерна пользу.
На основании подхода к ценности с позиции убывающей предельной полезности каждой следующей единицы блага учёный предложил шкалу полезностей, которая получила название «таблица Менгера»
| I  | II | III | IV | V | VI | VII | VIII | IX | X |
| -- | -- | --- | -- | - | -- | --- | ---- | -- | - |
| 10 | 9  | 8   | 7  | 6 | 5  | 4   | 3    | 2  | 1 |
| 9  | 8  | 7   | 6  | 5 | 4  | 3   | 2    | 1  | 0 |
| 8  | 7  | 6   | 5  | 4 | 3  | 2   | 1    | 0  |   |
| 7  | 6  | 5   | 4  | 3 | 2  | 1   | 0    |    |   |
| 6  | 5  | 4   | 3  | 2 | 1  | 0   |      |    |   |
| 5  | 4  | 3   | 2  | 1 | 0  |     |      |    |   |
| 4  | 3  | 2   | 1  | 0 |    |     |      |    |   |
| 3  | 2  | 1   | 0  |   |    |     |      |    |   |
| 2  | 1  | 0   |    |   |    |     |      |    |   |
| 1  | 0  |     |    |   |    |     |      |    |   |

Если взять за благо I еду, то первая единица блага имеет максимальную ценность, так как необходима для сохранения жизни, вторая — поддержания здоровья, и т. д. Однако, когда человек пресытился любая следующая единица этого блага имеет для него нулевую ценность. На примере вышеприведённой таблицы, под благом V Менгер привёл табак. До тех пор, пока потребность человека в еде не удовлетворена, табак имеет меньшую ценность для индивида. Однако на определённом этапе наступает момент, когда дальнейшие акты удовлетворения потребности в пище будут представлять для индивида уже меньшее значение, нежели первые акты удовлетворения менее важной, но ещё совершенно неудовлетворённой потребности в табаке.
На основании концепции субъективной ценности учёный подвергает критике теорию обмена классической школы политической экономии: «Исследователи цены приложили усилия для определения проблемы сведением предполагаемой равности между двумя количествами благ к её причинам. Одни искали эти причины в затратах одинакового количества труда на эти блага, другие — в равных затратах производства, возник даже спор относительно того, обмениваются ли блага потому, что они эквивалентны, или блага потому эквивалентны, что в акте обмена отдаются одно за другое». В действительности, согласно Менгеру, происходит обмен менее ценного для конкретного индивида блага, на более ценное.

#### Учение о благах
Исходным пунктом экономического анализа К. Менгера является исследование соотношений между человеческими потребностями и способностями предметов удовлетворять эти потребности. К. Менгер выделяет ряд условий превращения предмета в благо:
1. существование человеческой потребности;
2. наличие у данной вещи потенциальных свойств, позволяющих ей удовлетворить эту потребность;
3. знание человеком указанных потенциальных свойств вещи;
4. обладание вещью, позволяющее использовать вышеперечисленные свойства.

Согласно Менгеру, благом является то, что удовлетворяет человеческие потребности. Учению о благах посвящены первые три главы «Оснований политической экономии». Он разделял их на несколько типов: низшего порядка — предназначены для удовлетворения непосредственных потребностей; высшего порядка — для производства благ низшего порядка; комплименты — взаимодополняемые, субституты — взаимозаменяемые; экономические — потребность в которых превышает их доступное на данный момент количество, неэкономические — количество которых превышает потребность.
Он утверждал, что не ценность и цена зависят от издержек производства, а наоборот, благодаря существованию ценности потребительских благ возникает оценка факторов производства, которая и формирует его издержки. Ценность блага высшего порядка, согласно учёному, определяется ожидаемой ценностью благ низшего порядка. Это указывает на то, что ценность благ высшего порядка носит ожидаемый характер. Утверждение о том, что существование временно́го интервала, который необходим для превращения благ производственного назначения в потребительные, порождает неопределённость и неуверенность субъектов хозяйствования относительно конечных результатов их деятельности. В дальнейшем эта идея нашла отображение в экономических теориях риска, неопределённости и ожиданий. К. Менгеру принадлежит также идея о взаимозаменяемости и взаимодополняемости благ высшего порядка. Эта идея получила дальнейшее развитие в современной микроэкономике.

#### Потребительная и меновая ценность
Потребительной и меновой ценностям посвящена 6 глава «Оснований о политической экономии». При этом он не пытался измерить предельную полезность и субъективную ценность, считая возможным лишь определение порядка потребностей по принципу «от большего к меньшему» (т. н. ординалистский подход).

#### Учение о товаре
Учению о товаре посвящена 7 глава «Оснований о политической экономии». Менгер различает товар и экономическое благо. Определяя товар, как экономическое благо, предназначенное для продажи, и теряющее свойства товара при попадании к конечному потребителю, он впервые разграничивает эти два важных экономических понятия. Также приводится описание основных свойств товаров, как экономической категории — границы способности товаров к сбыту, степени способности к сбыту и способность товара к обращению. Под границами способности товара к сбыту понимается суммарный потребительский спрос. Так, согласно Менгеру, спрос на сочинение о языке индейцев Латинской Америки тупи не превысит 600 экземпляров при минимальной цене, в то время как граница способности к сбыту произведений Шекспира превышает сотни тысяч. Степень способности товара к сбыту важна для товаров, которые не имеют самостоятельного значения, а нужны лишь как составные части других. Менгер приводит пример пружин для механических часов и манометров. Какова бы ни была их цена, количество продаваемых пружин будет зависеть только от производства часов и манометров. В то же время золото и серебро практически не имеют пределов способности к сбыту.
Нет сомнения, что и в тысячу раз большее количество золота и в сто раз большее количество серебра, чем имеется теперь, всё ещё нашли бы на рынке покупателей. Правда, в таком случае эти металлы сильно упали бы в цене, и даже менее состоятельные люди стали бы употреблять их в виде посуды и домашней утвари, а бедные — в виде украшения, но всё же и при таком из ряда вон выходящем увеличении их количеств, они поступили бы на рынок не напрасно, но, по-прежнему, находили бы себе сбыт, тогда как такое же увеличение количества лучших научных произведений, прекраснейших оптических инструментов, даже таких необходимых товаров, как хлеб и мясо, вызвало бы невозможность продать эти товары. Отсюда видно, что для владельца золота и серебра очень легко всегда найти сбыт любому количеству своего товара, в крайнем случае с небольшой потерей в цене, тогда как в случае внезапного увеличения количества других товаров, потери в цене бывают гораздо большими, а некоторые из них при таких обстоятельствах и совсем не могут быть проданы.
Способность товара к обращению предполагает лёгкость его циркулирования. Некоторые товары имеют одинаковую почти способность к сбыту в руках любого человека. Крупица золота «найденная грязным семиградским цыганом в песках реки Араньош», обладает одинаковой способностью к сбыту, как и в руках владельца рудника. В то же время предметы одежды, постельное бельё и др. товары подобного рода из рук этого же человека потеряют способность к сбыту, даже если бы он им и не пользовался, а приобрёл для перепродажи.

#### Теория денег
В основу теории Менгера легло понятие способности товаров к продаже, которое впоследствии было исследовано Мизесом. Учению о деньгах посвящена 8-я глава «Оснований политической экономии». Глава состоит из четырёх частей. В первой описывается сущность и происхождение денег. Он указывает на возникающие сложности при обмене продуктов труда в первобытном обществе. В результате интерес людей приводит к тому, что «индивиды отдают свои товары в обмен на другие, обладающие большей способностью к сбыту, несмотря на то, что для непосредственных целей потребления они в них не нуждаются». Во второй части он описывает особые для каждого народа и эпохи деньги. В ранние периоды развития большинства народов Старого Света ими стал скот. Развитие культуры и образование городов приводит к тому, что способность скота к сбыту падает в такой же пропорции, в какой она увеличивается у полезных металлов. Забота и содержание животных не представляет сколь-либо значимых экономических трудностей лишь до тех пор, пока индивид обладает неограниченным количеством пастбищ. С развитием общества средством обмена становятся металлы.
Согласно Менгеру, первым металлом, который стал использоваться в качестве денег, вследствие наибольшей способности к сбыту была медь. Затем, при расширении торгового оборота медь потеряла свою пригодность к функционированию в качестве денег, уступив эти свойства серебру и золоту. Изучив историю Америки до её завоевания европейцами, он находит подтверждение своей теории о приобретении наиболее лёгкими к сбыту товарами функции денег. Так, в доколумбовой Мексике ими служили зёрна какао, бумажные ткани, медь и олово. Использование звериных шкур у охотничьих народов, соли и рабов в Центральной Африке и т. д., согласно Менгеру, доказывает верность выдвигаемых им утверждений.
Научной заслугой стало исследование ценообразования и введения в обиход понятий «цена спроса» и «цена предложения». В четвёртой части он описывает особенности возникновения монет. Обычный обмен товара на слитки металла, который обладает свойствами лёгкого к сбыту товара, предполагает возникновение трудностей при определении пробы. Чеканка монет со строго определённым содержанием металла является наилучшей гарантией полновесности и качества содержащегося в ней металла.
Эта идея о спонтанном возникновении денег оказала огромное влияние на формирование взглядов Ф. А. фон Хайека, Л. фон Мизеса и других представителей австрийской школы.

## Спор о методах

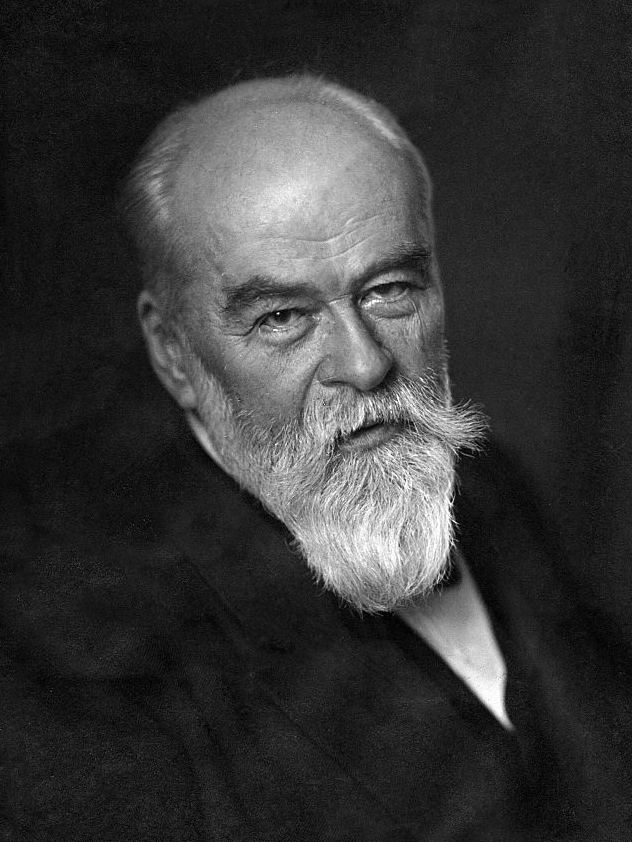
Густав фон Шмоллер — оппонент Менгера в споре о методах

В последней трети XIX ст. между К. Менгером и Г. фон Шмоллером развернулась многолетняя полемика относительно методологии развития экономической науки, получившая название «спор о методах» (нем. Methodenstreit).
Основатель т. н. «молодой» исторической экономической школы Густав фон Шмоллер выступил против индивидуализма представителей классической школы. Он утверждал, что экономика должна быть исторической, основанной на эмпирических и индуктивных исследованиях (то есть логических выводов на основе перехода от частных выводов к общим), этично и практически ориентированной, направленной на междисциплинарный подход и изучение институциональной (комплекса исследований различных объединений людей) динамики.
В противовес «историкам» Менгер считал, что экономическая наука не зависит от исторических обстоятельств и национальной специфики. Он утверждал, что задача учёного-экономиста состоит в том, чтобы свести явления народного хозяйства к простейшим элементам. Также он считал, что изучение экономики с помощью методов истории противоречит самой сути данной науки:
Политическая экономия есть наука теоретико-практическая, и считать её наукой исторической – столь же ошибочно, как если бы пожелали историю или статистику народного хозяйства подчинить методологическим точкам зрения теоретических или практических наук.
В своём труде «Исследование метода социальных наук и политической экономии в частности» Менгер подчёркивает, что экономическая наука должна создавать и изучать законы общие для всех времён и народов. Одновременно он пишет об упрёках со стороны оппонентов в «атомизме» (изучении экономической теории вне зависимости от исторической эпохи, влияния общества на конкретные действия отдельного человека) и «космополитизме».

## Отзывы об учёном

### Положительные
Лауреат нобелевской премии по экономике 1974 года Фридрих фон Хайек так охарактеризовал научный вклад Карла Менгера:

Но ни в экономической теории, ни в любой другой отрасли знаний не может быть много историй, когда бы работы автора, революционизировавшего уже сложившуюся науку и получившего признание как новатор, оставались бы столь же мало известными, как работы Карла Менгера. Трудно представить другую ситуацию, когда работа вроде Grundsätze, которая сумела оказать устойчивое и сильное воздействие, оставалась, в силу чисто случайных совпадений, столь мало известной.

Согласно другому известному экономисту Кнуту Викселлю «После „Principles“ Рикардо не было книги …, которая оказала столь же большое влияние на развитие экономической теории, как Grundsätze Менгера». Ф. фон Визер пошёл дальше и назвал этот труд «архимедовой точкой опоры, с помощью которой можно переделать существовавшую систему экономической мысли».

### Критика
Карл Менгер и представители австрийской школы были убеждены, что сложные общественные явления могут быть объяснены как следствие действий конкретных индивидов, которые в своей хозяйственной деятельности следуют определённым экономическим законам. В сочинениях Менгера многие процессы объясняются на примере человека на необитаемом острове, индивида изолированного от окружающего общества. Строгий методологический индивидуализм привёл к тому, что по образному выражению «австрийцы населили экономическую теорию своими робинзонами». Изначальная установка, что экономические законы должны быть универсальными, а политическая экономия не может описывать и выделять характерные для определённого общества экономические теории, привела его к конфронтации с представителями немецкой исторической школы. Они инкриминировали Менгеру, как её основателю, «атомизм» и «космополитизм».
При всём своём восторженном отношении Ф. фон Хайек отмечает, что в одном месте учение Менгера характеризуется неполнотой. Он пишет, что теория ценности, предложенная австрийским учёным, не учитывает влияния издержек производства в формировании относительной ценности различных товаров, что делает её неполной.

## Основные работы

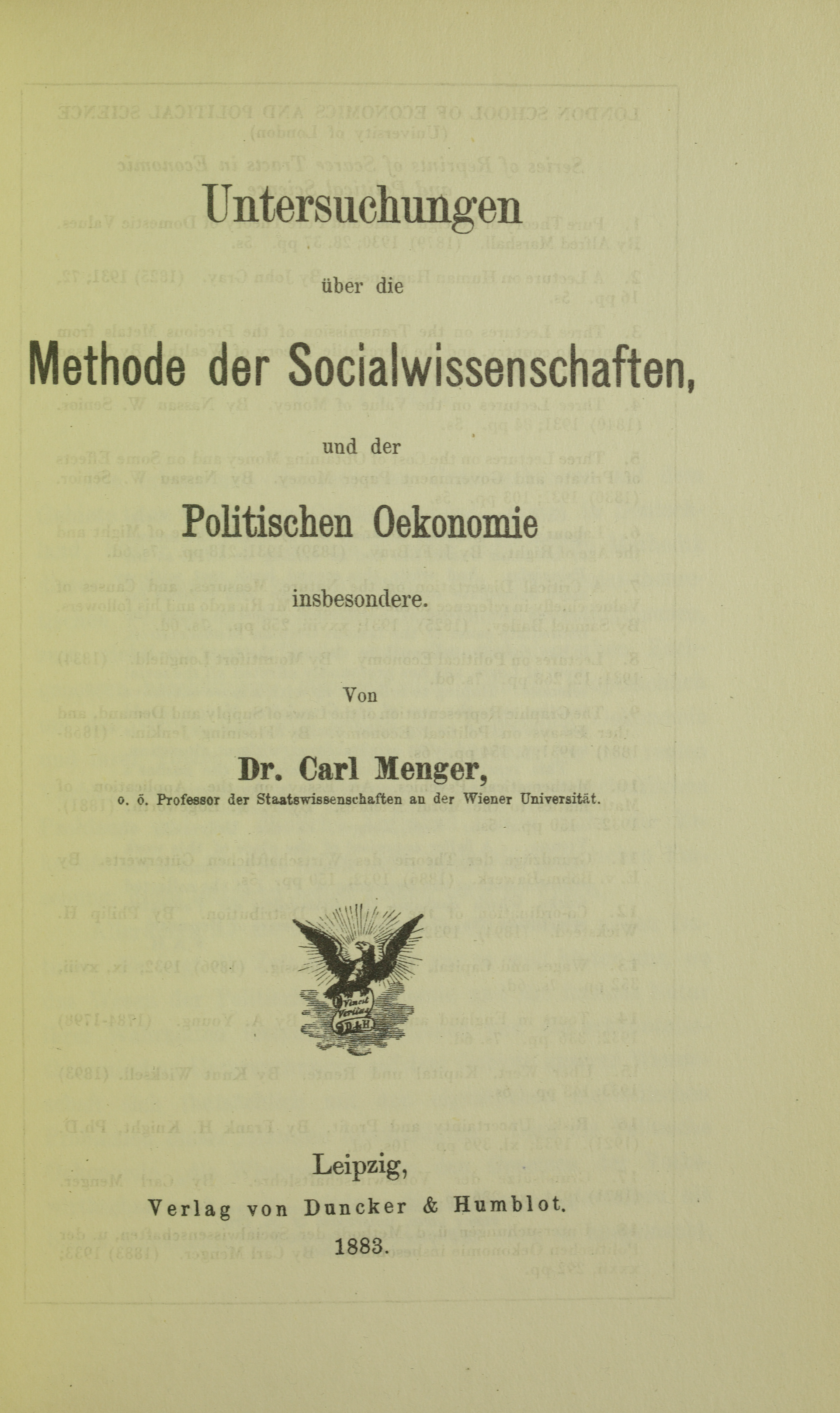
Исследование метода социальных наук и политической экономии в частности

- нем. Grundsätze der Volkswirtschaftslehre, 1871;

русск пер.: «Основания политической экономии»,
издания:
 — Австрийская школа в политической экономии. К. Менгер, Е. Бём-Баверк, Ф. Визер. — М.: Экономика, 1992. — ISBN 5-282-01471-8.
 — Менгер К. Избранные работы. — М.: Территория будущего, 2005. — С. 59−288. — ISBN 5-7333-0175-9.
- нем. Untersuchungen über die Methode der Sozialwissenschaften und der politischen Ökonomie insbesondere, 1883;

русск пер.: «Исследование метода социальных наук и политической экономии в частности».
издания:
 — Менгер К. Избранные работы. — М.: Территория будущего, 2005. — С. 289—450. — ISBN 5-7333-0175-9.
- нем. Die Irrthümer des Historismus in der deutschen Nationalökonomie, 1884. (рус. Ошибки историцизма в немецкой национальной экономике)[40]
- нем. Zur Kritik der Politischen Oekonomie, 1887 (рус. К критике политической экономии)[41]
- нем. Zur Theorie des Kapitals, 1888 (рус. К теории капитала)[42]
- нем. Grundzüge einer Klassifikation der Wirtschaftwissenschaften, 1889 (рус. Основы классификации экономической науки)[43]

## Цитаты
- По отношению к благам, находящимся в условиях, обосновывающих их неэкономический характер, мы замечаем картину полного коммунизма. Люди — коммунисты везде, где это возможно, в зависимости от существующих естественных условий.[44]